# Sebastian Rivera

Zawodnik Rutgers Scarlet Knights

Zawodnik Rutgers Scarlet Knights

Sebastian C. Rivera (ur. 27 sierpnia 1998) – portorykański zapaśnik walczący w stylu wolnym. Brązowy medalista olimpijski z Paryża. Srebrny medalista mistrzostw świata w 2023; piąty w 2022. Wicemistrz igrzysk Ameryki Środkowej i Karaibów w 2023.  Srebrny medalista mistrzostw panamerykańskich w 2022 i brązowy w 2023; piąty w 2021 roku.
Zawodnik Christian Brothers Academy, Northwestern University i Rutgers University. Cztery razy All-American (2018-2022) w NCAA Division I, trzeci w 2019 i 2022; czwarty w 2021 i szósty w 2018 roku.